# Fòrum Espanyol de la Família
El Fòrum Espanyol de la Família (en castellà Foro Español de la Familia; FEF) és una associació paraigua antiavortista i antigai espanyola que reuneix associons ultraconservadors.
Junts amb el Partit Popular i els bisbes espanyols han mobilitzat el 2005 per a manifestar contra el matrimoni per a tots, que consideren com un atac contra la «família cristiana». Pretenien en aquesta època que «Tota la societat clama que la llei no és necessària, ni convenient i és una llei que ha creat crispació en la societat.» El 2009 van mobilitzar a Barcelona cinc-cents persones contra el matimoni homosexual. El president de la secció de Menorca, Antoni Camps, pretenia el 2019 que l'homosexualitat era «una malaltia que pot curar-se». També actuen contra la igualtat lingüística i col·laboren amb organismes extremistes espanyols com ara Hablamos Español contra la normalització lingüística.
Són associacions que defensen el concepte de família heterosexual amb objectiu de procreació segons la definició restrictiva de l'Església Catòlica. De 2007 a 2015 era presidit per Benigno Blanco, exsecretari d'Estat dels governs de José María Aznar, i vicepresident de l'associació Red Madre, que defineix l'avortament com el «gran drama de la nostra època». El 2015, el madrileny Mariano Calabuig n'era el president, que el 2019 s'ha afiliat al partit d'ultradreta Vox.
El 2017 el Fòrum va entrar en una crisi i Calabuig, l'Associación Catòlica de Propagandistas (ACdP), Concapa i Fepace van abandonar l'associació. Es va elegir Ignacio García Julià com a president, catedràtic de la Universitat privada Francisco de Vitoria i defensor de pregar el rosari en família cada dia. D'aleshores ençà, el fòrum té una existència més aviat discreta.